# غاز خامل

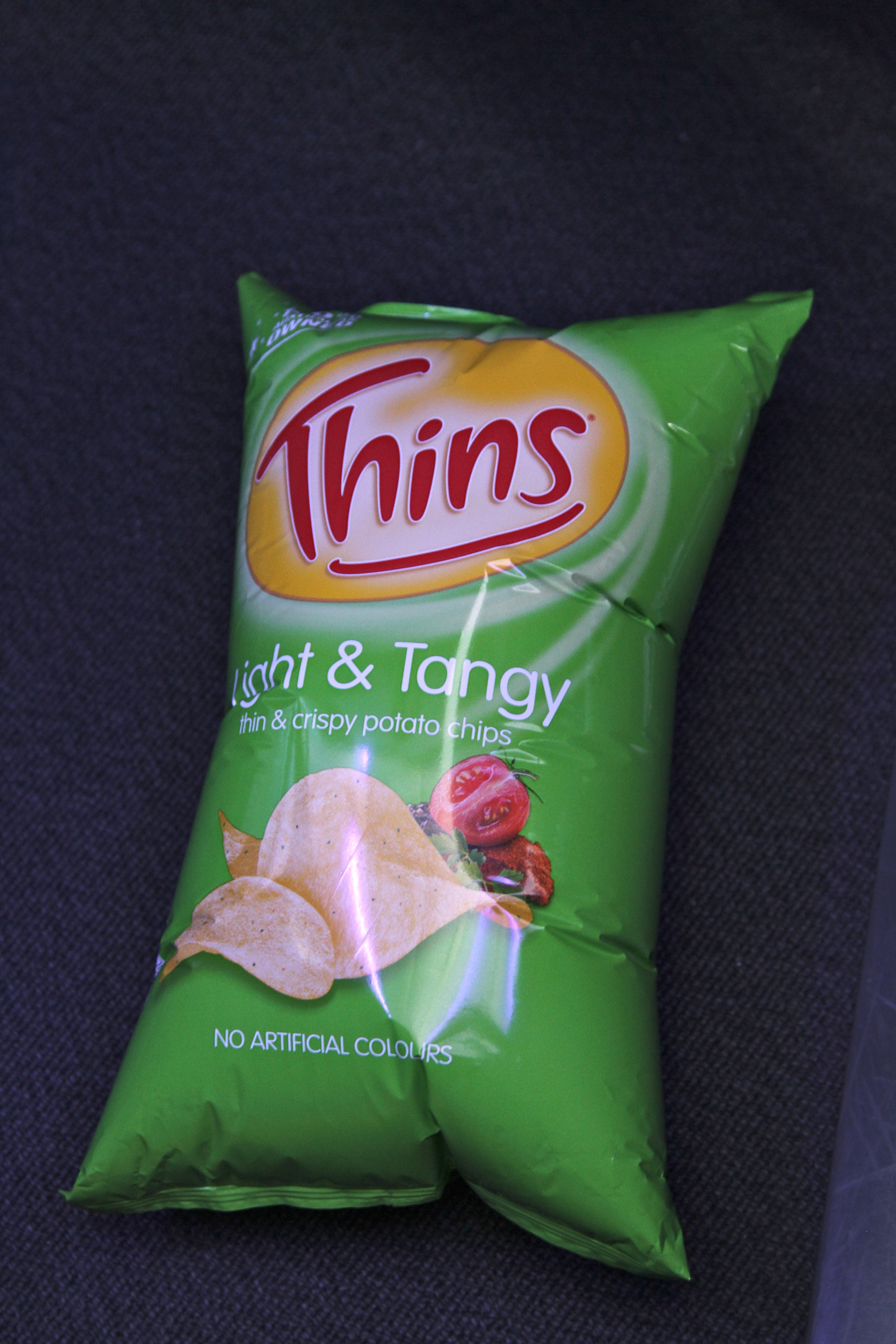

الغاز الخامل هو غاز لا يخضع لتفاعل كيميائي عند شروط معينة. تعد الغازات النبيلة بالإضافة إلى النيتروجين من الأمثلة المعروفة للغازات الخاملة.
تستخدم الغازات الخاملة عادة من أجل إيجاد وسط يمنع حدوث تفاعلات كيميائية مثل الأكسدة نتيجة أثر الأكسجين أو الحلمهة نتيجة أثر رطوبة الوسط.

## اقرأ أيضاً
- غاز نبيل
- غاز التعبئة